# 小川宗義
小川 宗義（おがわ むねよし、生没年不詳）は、鎌倉時代後期の武将で、常陸佐竹氏6代当主佐竹義胤の次男。出家後は義綱。母は岩崎氏女。佐竹小川氏の祖。陸奥国磐城郡小川（現、福島県いわき市小川）、及び同頃藤（現、茨城県久慈郡大子町頃藤）を領有した。

## 略歴
1265年頃、佐竹義胤の次男（あるいは四男）に生まれる。
建治年間（1275-1278）に、陸奥国頃藤城（茨城県久慈郡大子町頃藤）の城代に任じられる。
その後、母の岩崎氏の縁で、岩崎氏の所領である、陸奥国磐城郡北部の小川に進出。小川領を支配し、中柴外城を築き、小川三郎、或いは五郎と名乗る。
正應2年（1289年）、小川二俣神社を再興させる。なお、正應2年は父の佐竹義胤の没年という説がある。
元亨2年（1322年）小川長福寺を鎌倉真言律宗極楽寺の末寺として子院地蔵院住持の慈雲を招いて創建したほか、諏訪神社を領内に勧請した。なお、同名の寺院が頃藤にも存在する。
2年後の正中元年（1324年）7月には、同寺の地蔵菩薩坐像を院派仏師の院誉に依頼して造立、翌2年（1325年）には同寺に塩田村、東山を寄進した。

## 逸話
鎌倉大番役勤務時に切腹に値する罪を犯すが、授戒に来た真言律宗・鎌倉極楽寺長老順忍に「諏訪大社の御戸の役を出来ないのが気がかり」と答えたところ、憐れに思った順忍が取りなし、執権北条高時より許されたことがある。これをきっかけとして、小川長福寺と小川諏訪神社をそれぞれ創建した。

## 家族
- 父：佐竹義胤（常陸佐竹氏6代当主）
- 母：岩崎氏女
  - 同母兄：佐竹行義（常陸佐竹氏7代当主、彦次郎）[18]
  - 同母弟：豊間義煕（佐竹豊間殿彦四郎入道勝義）
- 妻：岩崎氏女。「伊与殿」か[19]
  - 子：小河入道源義雄か[20]

## 佐竹系小川氏と岩城系小川氏
子孫は、宗義－小河入道源義雄－○－小河下野守入道源正－小川三嶋入道道弘と続くも、嘉吉の内紛で磐城郡を掌握した岩城隆忠によって兄弟の隆冬を小川氏の養子に迎えることとなった。以降、いわき小川を離れて頃藤城主に戻った大和守義継の佐竹系小川氏、佐竹家由来の「義」を受け継ぐ系譜と、小川（岩城）隆冬に始まり、「隆」の字を受け継ぐ岩城系小川氏の2系統に別れることとなった。岩城系小川氏からは室町時代末期に分家として三坂氏が出ている。
なお、姻戚の北郷氏（岩崎氏北家）の所領を継いだ、小川刑部大輔家（惣領、北郷殿）が、岩城系小川氏の系統なのかそうでないのかは、現時点では未詳である。

### 家臣
刑部大輔家の家臣に髙萩氏が、頃藤小川氏の家臣に安島氏がいる。

### その他
一部資料に、朝敵を討った功績により、大和国に小河領三万石を下賜されたことで改名したとあるが、それを裏付ける他の史料は確認できていない。